# Poschła
Poschła – wieś sołecka w Polsce położona w województwie mazowieckim, w powiecie garwolińskim, w gminie Parysów.
| SIMC    | Nazwa           | Rodzaj    |
| ------- | --------------- | --------- |
| 0683766 | Poschła-Kolonia | część wsi |

Wieś szlachecka Poschlia położona była w drugiej połowie XVI wieku w powiecie garwolińskim  ziemi czerskiej województwa mazowieckiego. W latach 1975–1998 miejscowość administracyjnie należała do województwa siedleckiego.
Wierni Kościoła rzymskokatolickiego należą do parafii św. Józefa w Trąbkach.